# Douville-en-Auge
Douville-en-Auge je francouzská obec v departementu Calvados v regionu Normandie. Žije zde 221 obyvatel.

## Geografie

### Sousední obce
| Růžice kompasu |            | Gonneville-sur-Mer | Saint-Vaast-en-Auge | Růžice kompasu |
| Růžice kompasu | Grangues   | Sever              | Heuland             | Růžice kompasu |
| Růžice kompasu | Grangues   | Douville-en-Auge   | Heuland             | Růžice kompasu |
| Růžice kompasu | Grangues   | Jih                | Heuland             | Růžice kompasu |
| Růžice kompasu | Angerville |                    |                     | Růžice kompasu |